# Region Latowicki
Region Latowicki – termin wprowadzony do literatury popularnonaukowej w 1999 r. przez Zygmunta Gajowniczka w związku z wprowadzeniem do szkół gminy Latowicz pierwszego w Polsce pionierskiego programu edukacji regionalnej, zatwierdzonego przez MENiS pod nr. DKW-4014-44/01.
Termin jest cytowany w przewodnikach, pracach poświęconych tematyce regionalnej i etnograficznej. Jest to obszar obejmujący swym zasięgiem Latowicz oraz miejscowości należące do gminy Latowicz i parafii Latowicz: Borówek, Budy Wielgoleskie, Budziska, Chyżyny, Dąbrówka, Dębe Małe, Generałowo, Gołełąki, Iwowe, Kamionka, Redzyńskie, Laliny, Lalinki, Oleksianka, Stawek, Strachomin, Transbór, Waliska, Wężyczyn, Wielgolas.
W skład Regionu Latowickiego wchodzą również tereny sąsiadujące bezpośrednio z obecną gminą i parafią, związane z Latowiczem historycznie: Dzielnik, Starogród, Stodzew, Kochany, Rudnik Mały, Rudnik Duży, Świderszczyzna, Kulki, Drożdżówka, Ptaki, Żebraczka, Dłużew, Wola Starogrodzka, Łopacianka i Chromin.